# Dilan Yeşilgöz-Zegerius
Dilan Yeşilgöz-Zegerius (ur. 18 czerwca 1977 w Ankarze) – holenderska polityk i samorządowiec pochodzenia turecko-kurdyjskiego, parlamentarzystka, w latach 2021–2022 sekretarz stanu, w latach 2022–2024 minister sprawiedliwości, od 2023 lider polityczny Partii Ludowej na rzecz Wolności i Demokracji (VVD).

## Życiorys
Urodziła się w Turcji, w Holandii osiedliła się w 1984. W 1997 ukończyła szkołę średnią w miejscowości Amersfoort. W 2003 została absolwentką studiów z nauk o kulturze na Wolnym Uniwersytecie w Amsterdamie. W 2004 podjęła pracę w biurze nauki i statystyki w administracji miasta Amersfoort, od 2006 była zatrudniona jako doradczyni burmistrza i członków egzekutywy miejskiej Amsterdamu.
W 2009 wstąpiła do Partii Ludowej na rzecz Wolności i Demokracji. W 2010 weszła w skład regionalnych władz partii. W latach 2014–2017 zasiadała w radzie miejskiej Amsterdamu. W 2017 po raz pierwszy uzyskała mandat deputowanej do Tweede Kamer. Z powodzeniem ubiegała się o poselską reelekcję w wyborach w 2021.
W maju 2021 dołączyła do trzeciego rządu Marka Ruttego jako sekretarz stanu do spraw klimatu i energii. W styczniu 2022 w jego czwartym gabinecie objęła stanowisko ministra sprawiedliwości. W sierpniu 2023 zastąpiła Marka Ruttego na funkcji lidera politycznego VVD. W tym samym roku została wybrana na kolejną kadencję niższej izby holenderskiego parlamentu. W lipcu 2024 zakończyła pełnienie funkcji rządowej.